# Un anotimp prea scurt

„Too Short a Season” este un episod din primul sezon al serialul științifico-fantastic „Star Trek: Generația următoare”. Scenariul este scris de Michael Michaelian și D.C. Fontana; regizor este Rob Bowman. A avut premiera la 8 februarie 1988.

## Prezentare
Nava Enterprise transportă un vârstnic amiral de legendă, care trebuie încă o dată să negocieze o luare de ostateci, în care este implicat un om pe care-l cunoscuse cu mult timp în urmă, la începutul carierei sale. În mod misterios, amiralul întinerește pe parcursul călătoriei; atunci când Enterprise ajunge la destinație, acesta este deja un bărbat tânăr.